# Kasia Pietrzko
Kasia Pietrzko, Katarzyna Pietrzko (ur. 15 marca 1994 w Bielsku-Białej) – polska pianistka i kompozytorka jazzowa. 

## Życiorys
Uczyła się w Państwowej Ogólnokształcącej Szkole Muzycznej I i II st. im. S. Moniuszki w Bielsku-Białej, a następnie studiowała fortepian jazzowy na Akademii Muzycznej w Krakowie. W 2017 r. własnym sumptem wydała debiutancki album Forthright Stories. Miała przyjemność uczestniczyć w warsztatach muzycznych prowadzonych przez takich artystów jak Ed Cherry, Kenny Garrett, Eric Marienthal i Chuck Israels. Swoje umiejętności doskonaliła w Nowym Jorku u Aarona Parksa, Taylora Eigsti, Johny’ego O’Neala, Aarona Goldberga i Kenny’ego Wernera. Artystka dotychczas nagrywała albumy płytowe z Joanną Słowińską i Sinfoniettą Cracovią, współtworząc Zielnik Polski, nagrany w Europejskim Centrum Muzyki Krzysztofa Pendereckiego w Lusławicach; współtworzyła również debiutancki album Stanisław Słowiński Quintet. Artystka w 2016 roku wydała album demo zapowiadający debiutancką płytę Kasia Pietrzko Trio. W 2015 roku wraz z zespołem Kasia Pietrzko Trio wystąpła na 42. Międzynarodowym Festiwalu Pianistów Jazzowych w Kaliszu. Razem ze Stanisław Słowiński Quintet zdobyła w grudniu 2015 roku Grand Prix 39. Międzynarodowego Konkursu Młodych Zespołów Jazzowych Jazz Juniors w Krakowie. We wrześniu 2017 ukazał się debiutancki album Kasia Pietrzko Trio Forthright Stories, który został bardzo pozytywnie przyjęty przez krytyków i środowisko. Od 2017 roku artystka współtworzy The Tonny Williams Tribute, którego liderem jest wybitny perkusista Michał Miśkiewicz. Współpracowała również z Adamem Larsonem, Troyem Robertsem, Henrykiem Miśkiewiczem, Mateuszem Smoczyńskim, Adamem Bałdychem. Koncertowała m.in. na festiwalach w Hiszpanii, Serbii, Rumunii, Słowacji, Czechach, na Węgrzech i w Chinach. 14 lutego 2018 roku zagrała z Tomaszem Stańko w krakowskiej Alchemii. W opinii wybitnych polskich muzyków jazzowych charakteryzuje ją zmysł improwizatorski, wyobraźnia harmoniczna i brzmieniowa kreatywność.

## Nagrody i wyróżnienia
- 2018 – Nominowana do Fryderyka 2018 w jazzowej kategorii Fonograficzny Debiut Roku[2].
- 2018 – Mateusz Trójki 2018 w kategorii Muzyka Jazzowa – Debiut[3]
- 2018 – Nowa Nadzieja „Grand Prix” Jazz Melomani[4]
- 2018 – Miesięcznik Jazz Forum uznał album Forthright Stories za drugą Nową Nadzieję[1]
- 2019 – Ikar 2018 – Nagroda Prezydenta Miasta Bielska-Białej za szczególne osiągnięcia kulturalne w 2018 roku[5]

## Dyskografia

### Albumy
| 2017                           | Forthright Stories - Wykonawca: Kasia Pietrzko Trio - Data: 17 września 2017 - Wydawca: Katarzyna Pietrzko, dystrybucja - Jazz Sound | – |
| „–” pozycja nie była notowana. | |   |